# Werribee Park
Werribee Park är en park i Australien. Den ligger i regionen Wyndham och delstaten Victoria, omkring 28 kilometer sydväst om delstatshuvudstaden Melbourne.
Trakten är tätbefolkad. Närmaste större samhälle är Werribee, nära Werribee Park.
Trakten runt Werribee Park består till största delen av jordbruksmark. Genomsnittlig årsnederbörd är 971 millimeter. Den regnigaste månaden är juni, med i genomsnitt 115 mm nederbörd, och den torraste är januari, med 34 mm nederbörd.